# GSC8911-3412
GSC8911-3412 — хімічно пекулярна зоря спектрального класу A2, що має видиму зоряну величину в смузі V приблизно  9,5.

## Пекулярний хімічний склад
Зоряна атмосфера GSC8911-3412 має підвищений вміст 
Cr
.